# Бёврон-ан-Ож
Бёвро́н-ан-Ож (фр. Beuvron-en-Auge) — коммуна во Франции, находится в регионе Нормандия. Департамент коммуны — Кальвадос. Входит в состав кантона Камбреме. Округ коммуны — Лизьё.
Код INSEE коммуны — 14070.

## Население
Население коммуны на 2010 год составляло 239 человек.
| 1962 | 1968 | 1975 | 1982 | 1990 | 1999 | 2010 |
| ---- | ---- | ---- | ---- | ---- | ---- | ---- |
| 379  | 338  | 313  | 276  | 274  | 233  | 239  |

## Экономика
В 2010 году среди 151 человека трудоспособного возраста (15—64 лет) 115 были экономически активными, 36 — неактивными (показатель активности — 76,2 %, в 1999 году было 76,6 %). Из 115 активных жителей работали 99 человек (52 мужчины и 47 женщин), безработных было 16 (8 мужчин и 8 женщин). Среди 36 неактивных 9 человек были учениками или студентами, 16 — пенсионерами, 11 были неактивными по другим причинам.